# 원로원 광장 (헬싱키)
원로원 광장(핀란드어: Senaatintori 세나틴토리[*], 스웨덴어: Senatstorget)은 핀란드 헬싱키 중심부의 광장으로, 이 주위로 정치, 종교, 과학, 상업 기관들이 늘어서 있다.
원로원 광장과 그 일대는 헬싱키 시내에서 가장 오래된 지역이다. 주변의 유명한 건물이나 랜드마크로는 헬싱키 대성당, 정부궁, 헬싱키 대학교 본관 등이 있다.

원로원 광장의 파노라마. 왼쪽부터 헬싱키 대학교 본관, 헬싱키 대성당, 정부궁.